# لوبينو لين
لوبينو لين (بالإنجليزية: Lupino Lane)‏ هو ممثل بريطاني، ولد في 16 يونيو 1892 في المملكة المتحدة، وتوفي في 10 نوفمبر 1959 بلندن في المملكة المتحدة.

## أعمال

### أفلام
- (1929) موكب الحب

## وصلات خارجية
- لوبينو لين على موقع IMDb (الإنجليزية)
- لوبينو لين على موقع الموسوعة البريطانية (الإنجليزية)
- لوبينو لين على موقع ألو سيني (الفرنسية)
- لوبينو لين على موقع ميوزك برينز (الإنجليزية)
- لوبينو لين على موقع أول موفي (الإنجليزية)
- لوبينو لين على موقع قاعدة بيانات برودواي على الإنترنت (الإنجليزية)
- لوبينو لين على موقع قاعدة بيانات الأفلام السويدية (السويدية)
- لوبينو لين على موقع إن إن دي بي (الإنجليزية)
- لوبينو لين على موقع قاعدة بيانات الفيلم (الإنجليزية)
- لوبينو لين على موقع كينوبويسك (الروسية)